# 甲田まひる
甲田 まひる（こうだ まひる、2001年5月24日 - ）は、日本のシンガーソングライター、ジャズ・ピアニスト、ファッショニスタ、タレント、俳優。沖縄県出身。所属事務所はソニー・ミュージックアーティスツ、レーベルはワーナーミュージック・ジャパン。

## 経歴

### ピアニストとして
5歳からヤマハ音楽教室に通い、ピアノを始めた。ヤマハの教室で最初に学んだピアノの先生がジャズ好きでジャズという音楽ジャンルを知る。その後、図書館でCDを借りるうちにジャズに目覚め、10歳ごろ、ジャズのレッスンに通いながら、母親とジャズ・クラブに行くようになった。
2017年に新宿ピット・インでライブ活動を開始。2018年、17歳の誕生日前夜となる5月23日に、ドラマーに石若駿、ベースに新井和輝を迎えてトリオで制作したジャズアルバム『PLANKTON』を発表し、ピアニストとしてメジャー・デビュー。このアルバムは、第31回ミュージック・ペンクラブ音楽賞のポピュラー部門新人賞を受賞した。

### シンガーソングライターとして
ジャズのアルバムを制作していた頃には既にア・トライブ・コールド・クエストを切っ掛けにヒップホップに夢中で、ローリン・ヒルのアルバム「ミスエデュケーション」やアリアナ・グランデに刺激を受けて自分も歌いたいと思うようになった。『PLANKTON』の発表後3年くらいはどうしたら歌を始められるか考え続けた時期で、パソコンを買って手探りでDTMを勉強しつつ周囲の人々の理解を得ていった。
2021年には、『California』でシンガーソングライターとしてメジャーデビューした。
2023年1月開始のテレビ東京系ドラマ24『今夜すきやきだよ』の主題歌『CHERRY PIE』を担当した。2024年1月開始のテレビ東京系テレビアニメ『ぶっちぎり?!』の主題歌『らぶじゅてーむ』を担当している。
自身のロゴマークとして甲田のCとコーダ記号を組み合わせた「コーダルマーク」を使っている。
2024年5月24日、自身の誕生日に初ワンマンライブ『HAPPY MAPPY DAPPY -23yo-』を東京・渋谷Star loungeにて開催。また6月28日からベーカリーカフェ「パンとエスプレッソと」とのコラボ企画として、5月にリリースした楽曲「れんあいパン」を元に、甲田がイメージしていた「れんあいパン」を具現化した商品『「パンとエスプレッソと」特製 れんあいパン』を数量・期間限定で発売した。

### ファッショニスタ・俳優として
Mappy名義で小学6年生の時に兄や周りの友達の影響で始めたInstagramを中心にファッショニスタとして注目され、「東京コレクション」をはじめ、ファッション誌などでファッションモデルとしても活躍している。中学生の時にはデザイナーのジャン＝ポール・ゴルチエ、アリアナ・グランデといった人物に連載やラジオの企画としてインタビューしている。
また、映画『台風家族』『サマーフィルムにのって』などに俳優として出演している。

## 人物
- 沖縄生まれだが、物心つく前に家族で東京に引っ越したため、沖縄の記憶はほぼない[17]。
- 自身の性格は喋るのが好きで、明るく落ち着きがないタイプと語っている[4]。
- 好きなアーティストはバド・パウエル[6]、THE BLUE HEARTS[18]、ディーン・フジオカなど[18]。一番聴くジャンルは90年代の日本語ラップ[4]。作家では又吉直樹や諏訪哲史の『アサッテの人』が好きである[18]。
- お笑いでは真空ジェシカが好きで、『真空ジェシカのラジオ父ちゃん』（TBSラジオ）のリスナーである[18]。
- 好きな食べ物はタコライス、チーズ、ドーナツなど。カラフルなアメリカ菓子も好んでいる[17]。
- バークリー音楽大学に短期留学していたことがある[6]。
- 親交のあるアーティストは櫻井海音、崎山蒼志[4]。

## ディスコグラフィ

### アルバム
|     | 発売日        | タイトル          | 形態 | 規格品番   | レーベル           | 収録曲 |
| --- | ------------- | ----------------- | ---- | ---------- | ------------------ | --- |
| 1st | 2018年5月23日 | PLANKTON          | CD   | MHCL-2755  | Sony Music Direct  | 全12曲 1. ウン・ポコ・ローコ 2. クレオパトラの夢 3. インディアナ (take1) 4. インディアナ (take3) 5. ルビー、マイ・ディア 6. プランクトン 7. セリア 8. テンパス・フュージット 9. レディ・バード 10. ラメント 11. アスク・ミー・ナウ 12. マイ・クラッシュ                             |
| 1st | 2020年11月3日 | PLANKTON          | LP   | MHJL-159   | GREAT TRACKS       | 全12曲 1. ウン・ポコ・ローコ 2. クレオパトラの夢 3. インディアナ (take1) 4. インディアナ (take3) 5. ルビー、マイ・ディア 6. プランクトン 7. セリア 8. テンパス・フュージット 9. レディ・バード 10. ラメント 11. アスク・ミー・ナウ 12. マイ・クラッシュ                             |
| 2nd | 2023年7月12日 | 22                | 配信 |            | Warner Music Japan | 全13曲 1. Ignition 2. ターゲット 3. 22 4. Toyhouse 5. CHERRY PIE 6. One More Time 7. Ame Ame Za Za 8. Snowdome 9. Take my hands ～君となら～ 10. in the air 11. California 12. Sugar=High 13. M                                                                                     |
| 2nd | 2023年9月13日 | 22 Deluxe Edition | CD   | WPCL-13503 | Warner Music Japan | 全16曲 1. Ignition 2. ターゲット 3. 22 4. Toyhouse 5. CHERRY PIE 6. One More Time 7. Ame Ame Za Za 8. Snowdome 9. Take my hands ～君となら～ 10. in the air 11. California 12. Sugar=High 13. M 14. One More Time feat.Gottz 15. Ame Ame Za Za feat.YINYO 16. M feat.SANTAWORLDVIEW |

### EP
|     | 配信日         | タイトル   | レーベル           | 収録曲                                                                             |
| --- | -------------- | ---------- | ------------------ | ---------------------------------------------------------------------------------- |
| 1st | 2021年11月5日  | California | Warner Music Japan | 全4曲 1. California 2. Love My Distance 3. California.pf 4. California_demo@201113 |
| 2nd | 2022年9月16日  | 夢うらら   | Warner Music Japan | 全4曲 1. 夢うらら 2. ごめんなさい 3. 夢うらら (Instrumental) 4. Yume ohh la la.pf  |
| 3rd | 2022年12月23日 | Snowdome   | Warner Music Japan | 全3曲 1. Snowdome 2. SECM (Sausage Egg & Cheese Muffin) 3. Snowdome (Instrumental) |
| 4th | 2024年12月6日  | STOP ME    | Warner Music Japan | 全3曲 1. STOP ME 2. SIDE EYE 3. I LIKE IT LIKE THAT                                |
| 5th | 2025年5月23日  | HOME PARTY | Warner Music Japan | 全5曲 1. MISSION 2. HOME PARTY 3. SOURBITES 4. DOOR 5. ALONE                       |

### 配信シングル
| 配信日         | タイトル                   | 収録作品         |
| -------------- | -------------------------- | ---------------- |
| 2021年10月22日 | California                 | アルバム『22』   |
| 2022年9月2日   | 夢うらら                   | EP『夢うらら』   |
| 2023年1月20日  | CHERRY PIE                 | アルバム『22』   |
| 2023年4月26日  | Take my hands ～君となら～ | アルバム『22』   |
| 2023年5月24日  | 22                         | アルバム『22』   |
| 2023年6月23日  | One More Time              | アルバム『22』   |
| 2024年1月26日  | らぶじゅてーむ             | 未収録           |
| 2024年5月15日  | れんあいパン               | 未収録           |
| 2024年10月4日  | Honey:)                    | 未収録           |
| 2024年11月22日 | SIDE EYE                   | EP『STOP ME』    |
| 2025年4月25日  | HOME PARTY                 | EP『HOME PARTY』 |
| 2025年6月20日  | ナツロス                   | 未収録           |
| 2025年7月25日  | her                        | 未収録           |

### 参加作品
| 発売日        | タイトル                                 | アーティスト       | 収録作品                  |
| ------------- | ---------------------------------------- | ------------------ | ------------------------- |
| 2022年10月7日 | Underline (feat. TeddyLoid & 甲田まひる) | ZONe ENERGY MUSIC  |                           |
| 2024年4月19日 | Honest / Feeling Good (Piano Black)      | SANTAWORLDVIEW     | 『NICE TO KNEE YOU』      |
| 2024年8月7日  | Blue Jeans (feat. Mahiru Coda)           | Answer to Remember | 『Answer to Remember II』 |

### 提供楽曲
| 発表   | 提供内容   | タイトル         | アーティスト                                             | 収録作品 |
| ------ | ---------- | ---------------- | -------------------------------------------------------- | -------- |
| 2022年 | 作詞・作曲 | ミドリムシのうた | ゆるミュージックほぼオールスターズ feat.石垣島ユーグレナ | シングル |

## タイアップ一覧
| 年     | 曲名           | タイアップ                                                 |
| ------ | -------------- | ---------------------------------------------------------- |
| 2023年 | CHERRY PIE     | テレビ東京系ドラマ24『今夜すきやきだよ』オープニングテーマ |
| 2024年 | らぶじゅてーむ | テレビ東京系アニメ『ぶっちぎり?!』エンディングテーマ       |
| 2024年 | Stuffed        | ゲームアプリ『メメントモリ』ミラ キャラクター専用曲        |
| 2025年 | ナツロス       | 映画『ババンババンバンバンパイア』挿入歌                   |
| 2025年 | her            | TOKYO MX他 アニメ『強くてニューサーガ』エンディングテーマ  |

## 出演

### テレビ
- スポットライト 第9話（2020年、TOKYO MX） - 主演・ミカ 役 [43]
- プレスク（2020年 - 2022年、BSフジ）[44]

### ラジオ
- THE FIRST TAKE MUSIC（2020年9月 - 2021年3月、J-WAVE SONAR MUSICの番組内コーナー）[45]
- あーだこーだいわないと（2021年9月 - 10月、interfm）※2ヶ月限定プログラム[46]
- HYPEBEAST RADIO JAPAN（2022年、ポッドキャスト配信）[47]
- CULTURE BASE（2022年、ポッドキャスト配信）[47]
- 甲田まひるのぷくぷくOKOK（2023年1月、エフエム福岡）※1ヶ月限定プログラム[48]
- E∞Tracks Selection〜甲田まひるの真昼ちゃうくて夜やで!（2023年1月 - 6月、エフエム大阪）※6ヶ月限定プログラム[49]

### 映画
- 台風家族（2019年9月6日、キノフィルムズ） - 鈴木ユズキ 役[50]
- サマーフィルムにのって（2021年8月6日、ハピネットファントム・スタジオ） - 花鈴 役[51]
- 山田くんとLv999の恋をする（2025年3月28日、KADOKAWA） - 前田桃子 役[52]

### 舞台
- 『チェンソーマン』ザ・ステージ（2023年9月16日 - 10月1日、天王洲 銀河劇場 / 10月6日 - 9日、京都劇場）- パワー 役[53]

### ネット配信
- ドラマ「惑星サザーランドへようこそ」（2021年5月28日より全5話配信、みせたいすがた公式YouTubeチャンネル）- 宇宙人enuma・麦 役[54][55][56]

## ライブ
| 開催日         | タイトル                 | 会場            |
| -------------- | ------------------------ | --------------- |
| 2024年5月24日  | HAPPY MAPPY DAPPY -23yo- | 渋谷Star Lounge |
| 2024年12月15日 | STOP ME                  | 渋谷WWW         |

## 書籍
- HARLEM マッピー パーソナル・スタイルブック（2018年5月11日、DU BOOKS）ISBN 978-4-86647-064-1[57]